# ナウ・ルック
『ナウ・ルック』（Now Look）は、イングランドのロック・ミュージシャン、ロン・ウッドが1975年に発表した、ソロ名義では2作目のスタジオ・アルバム。レコーディング当時、ウッドはフェイセズのメンバーとして活動していたが、本作がリリースされた頃にはローリング・ストーンズのアメリカ・ツアーに参加しており、後に正式メンバーとなっている。

## 解説
R&Bミュージシャンのボビー・ウーマックと、フェイセズのイアン・マクレガンを共同プロデューサーに迎えて制作された。ローリング・ストーンズのキース・リチャーズとミック・テイラー、フェイセズのケニー・ジョーンズも一部の曲に参加しており、「カリビーン・ブギ」「ナウ・ルック」の2曲はアンディ・ニューマークとジョーンズのツイン・ドラム編成で録音された。「雨にうたれて」はアン・ピーブルスのカヴァー。「ブリーズ・オン・ミー」は、後にウッドのアルバム『スライド・オン・ディス』（1992年）でセルフ・カヴァーされている。
イギリスではチャート入りを果たせなかったが、アメリカでは自身初のBillboard 200入りを果たし、最高118位を記録した。

## 収録曲
特記なき楽曲はロン・ウッド作。
1. アイ・ゴット・ロスト - "I Got Lost When I Found You" (Ron Wood, Bobby Womack) - 4:26
2. ビッグ・バイヨー - "Big Bayou" (Gib Gilbaeu) - 2:42
3. ブリーズ・オン・ミー - "Breathe on Me" - 6:32
4. 愛を拒まれて - "If You Don’t Want My Love" (B. Womack, Gordon DeWitty) - 4:17
5. 彼女はイカすよ - "I Can Say She's Alright" (R. Wood, B. Womack) - 6:22
6. カリビーン・ブギ - "Caribbean Boogie" - 2:23
7. ナウ・ルック - "Now Look" - 3:52
8. スウィート・ベイビー・マイン - "Sweet Baby Mine" (Jim Ford, B. Womack) - 3:28
9. 雨にうたれて - "I Can't Stand the Rain" (Don Bryant, Ann Peebles, Bernard Miller) - 3:12
10. イッツ・アンホリー - "It's Unholy" - 6:28
11. アイ・ゴット・ア・フィーリング - "I Got a Feeling" (B. Womack, Ian McLagan, Jean Roussell) - 3:22

## 参加ミュージシャン
- ロン・ウッド - ボーカル、ギター、スライドギター
- ボビー・ウーマック - ギター(on 1. 2. 4. 5. 8. 11.)、バッキング・ボーカル(on 2. 4. 5. 8.)
- キース・リチャーズ - バッキング・ボーカル(on 3.)、ギター(5. 9.)
- ミック・テイラー - スライドギター(on 10.)
- イアン・マクレガン - ピアノ、オルガン、エレクトリックピアノ
- ジーン・ラッセル - エレクトリックピアノ(on 1. 8. 10.)、シンセサイザー(on 2.)、クラビネット(on 4. 10.)
- ウィリー・ウィークス - ギター(on 3.)、ベース
- アンディ・ニューマーク - ドラムス、パーカッション
- ケニー・ジョーンズ - ドラムス(on 6. 7.)
- ウーマック・シスターズ - バッキング・ボーカル(on 11.)